# Mühlenbach-Siepenbach
Koordinaten: 51° 33′ 55″ N, 7° 57′ 44″ O
Das Naturschutzgebiet Mühlenbach-Siepenbach liegt auf dem Gebiet der Stadt Werl im Kreis Soest in Nordrhein-Westfalen. Das aus drei Teilflächen bestehende Gebiet erstreckt sich östlich der Kernstadt Werl und südwestlich von Merklingsen entlang des Mühlenbaches und des Siepenbaches.

## Bedeutung
Das etwa 80,5 ha große Gebiet wurde im Jahr 2012 unter der Schlüsselnummer SO-091 unter Naturschutz gestellt.